# سوسکچه باریدینائه
باریدینائه (نام علمی: Baridinae) نام یک زیرخانواده از تیره سوسکچه‌های خرطوم‌دار است.